# Program spion

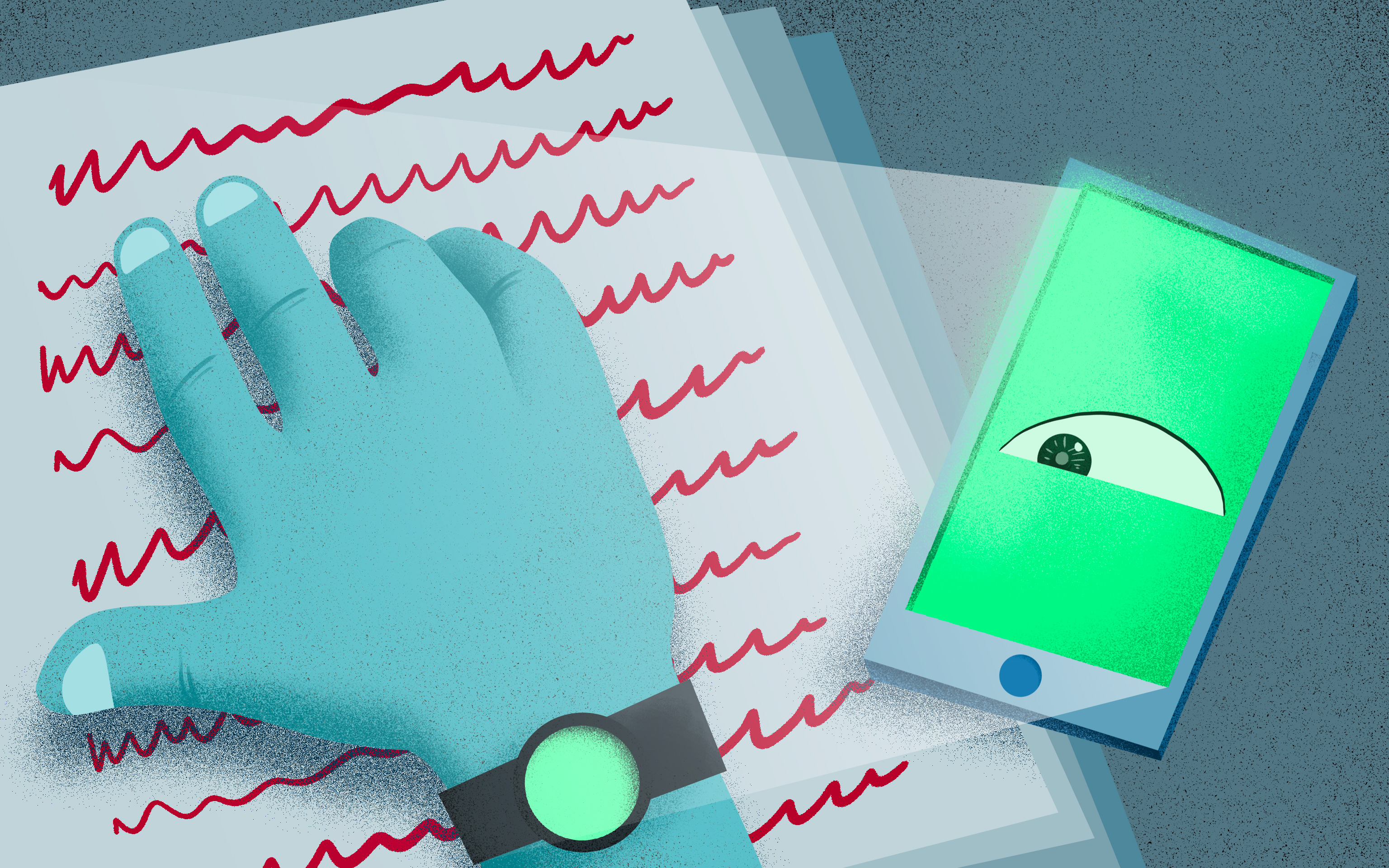
Ilustrație înfățișând cum funcționează un program spion

Programele spion sau spyware (citit /'sp‿ai.wɛə/, din engleză spy/spionaj + ware/marfă) sunt o categorie de software rău intenționat, atașate de obicei la programe gratuite (jocuri, programe de schimbat fișiere, programe de chat pornografic, etc.), care captează pe ascuns date de marketing (prin analiza site-urilor pe care le vizitează utilizatorul, de exemplu de modă, pantofi, cluburi de tenis, ș.a.m.d.) și le folosesc apoi pentru a transmite utilizatorului reclame corespunzătoare dar nesolicitate.
Programele spion care nu extrag date de marketing, ci doar transmit reclame se numesc adware (din engleză: ad = advertising = publicarea de reclame).
Există programe spion care modifică modul de comportare a unor motoare de căutare (Google, Yahoo, MSN, etc.), pentru a trimite utilizatorul contra voinței sale la site-uri (scumpe) care plătesc comisioane producătorului programului spion.
Unele programe spion abuzează de calculatorul utilizatorului pentru a face pe ascuns calcul distribuit (de exemplu operațiuni contabile pentru firme din India). SETI@home face tehnic același lucru, dar nu este considerat un program spion, deoarece face acest lucru numai cu consimțământul activ și explicit al utilizatorului. Din motivul că procesorul lucrează și pentru altcineva, programele spion încetinesc calculatorul. Ele pot uneori să blocheze conexiunea la internet (ca efect neintenționat).
În general, chiar după ștergerea programelor gratuite care au instalat programul spion, acesta rămâne în continuare activ. Există și numeroase programe anti-spion, dar atenție: unele dintre ele sunt false antispyware - inducând utilizatorul în eroare deoarece ele însele conțin programe spion mascate.

## Chestiuni juridice
Experții juridici din forurile antispyware consideră că programele spion au fost instalate legal, dacă utilizatorul se declară de acord cu licența de instalare a programului gratuit. Congresul american a votat pentru aprobarea a două legi care prevăd pedepse cu închisoarea pentru autorii de programe spion. Ele însă nu au fost adoptate de Senat.
O măsură legală, prima de acest fel în Europa, a fost adoptată de Autoritatea Independentă de Poștă și Telecomunicații (OPTA) din Olanda, care a aplicat amenzi în valoare totală de 1 milion euro pentru infectarea a 22 milioane de calculatoare. Este vorba de programul DollarRevenue. Reglementările încălcate sunt art. 4.1 din Decizia cu privire la ofertele universale de servicii și la interesele utilizatorilor finali, amenzile fiind aplicate în baza art. 15.4 luat împreună cu art. 15.10 din legea olandeză a telecomunicațiilor. O parte din aceste amenzi trebuie plătite de directorii companiilor amendate din averea lor personală și nu din conturile companiilor. Fiind înaintată o procedură în protest, amenzile vor trebui faptic plătite după ce un tribunal olandez se va pronunța asupra cazului. Vinovații motivează că dovezile de încălcare a legii au fost obținute în mod ilegal. Numele directorilor și numele companiilor nu au fost făcute publice, deoarece nu este clar dacă OPTA are prerogativa de a le face publice.

## Aplicații de monitorizare legală
Pe lângă programele spion malițioase, există și aplicații de monitorizare utilizate în scopuri legale, cum ar fi supravegherea parentală sau monitorizarea angajaților, cu consimțământul prealabil al persoanelor vizate. Aceste programe pot înregistra activități precum apelurile telefonice, mesajele text sau utilizarea rețelelor sociale, fiind folosite pentru a asigura siguranța copiilor sau productivitatea în mediul profesional. Utilizarea acestor aplicații este strict reglementată de legislații privind protecția datelor, cum ar fi Regulamentul General privind Protecția Datelor (GDPR) în Uniunea Europeană.

## Detalii
Programele de tip spion nu sunt considerate viruși informatici, deoarece, în general, ele nu caută să infecteze programe (ci doar infectează calculatorul cu acordul mai mult sau mai puțin conștient al utilizatorului), și nici să atace calculatoarele altor persoane (de exemplu, prin răspândire automată prin e-mail). Ele sunt considerate doar amenințări la adresa sferei private a utilizatorilor. Unele programe antivirus nu detectează niciun fel de program spion, ci doar viruși, troieni, viermi, bombe logice, ș.a.m.d. Producătorii de programe spion au tot interesul ca produsele lor să nu fie considerate viruși, din moment ce a răspândi viruși este ilegal, având consecințe civile și penale; dacă toate antivirusurile ar începe să vâneze produsele lor, producătorii ar suferi pierderi economice însemnate.

### Modul de pătrundere
În 99 % din cazuri programul spion este instalat de însuși utilizatorul calculatorului, în mod voit sau și nevoit, adică citind sau necitind licența programului conținând spyware, prin aceea că la instalare apasă pe butonul virtual „Da, sunt de acord”. Există și site-uri cu descărcare tip drive-by, care se folosesc de mecanisme de escamotare a securității programelor browser pentru a instala pachete de programe spion.

## Remedii
Pentru înlăturarea programelor spion sunt folosite programele antispyware.
În anul 2005, veniturile producătorilor de soluții antispyware au depășit la nivel mondial 100 de milioane de dolari.